# Pégairolles-de-l'Escalette
Pégairolles-de-l'Escalette è un comune francese di 147 abitanti situato nel dipartimento dell'Hérault nella regione dell'Occitania.

## Società

### Evoluzione demografica
Abitanti censiti